# Por a la felicitat

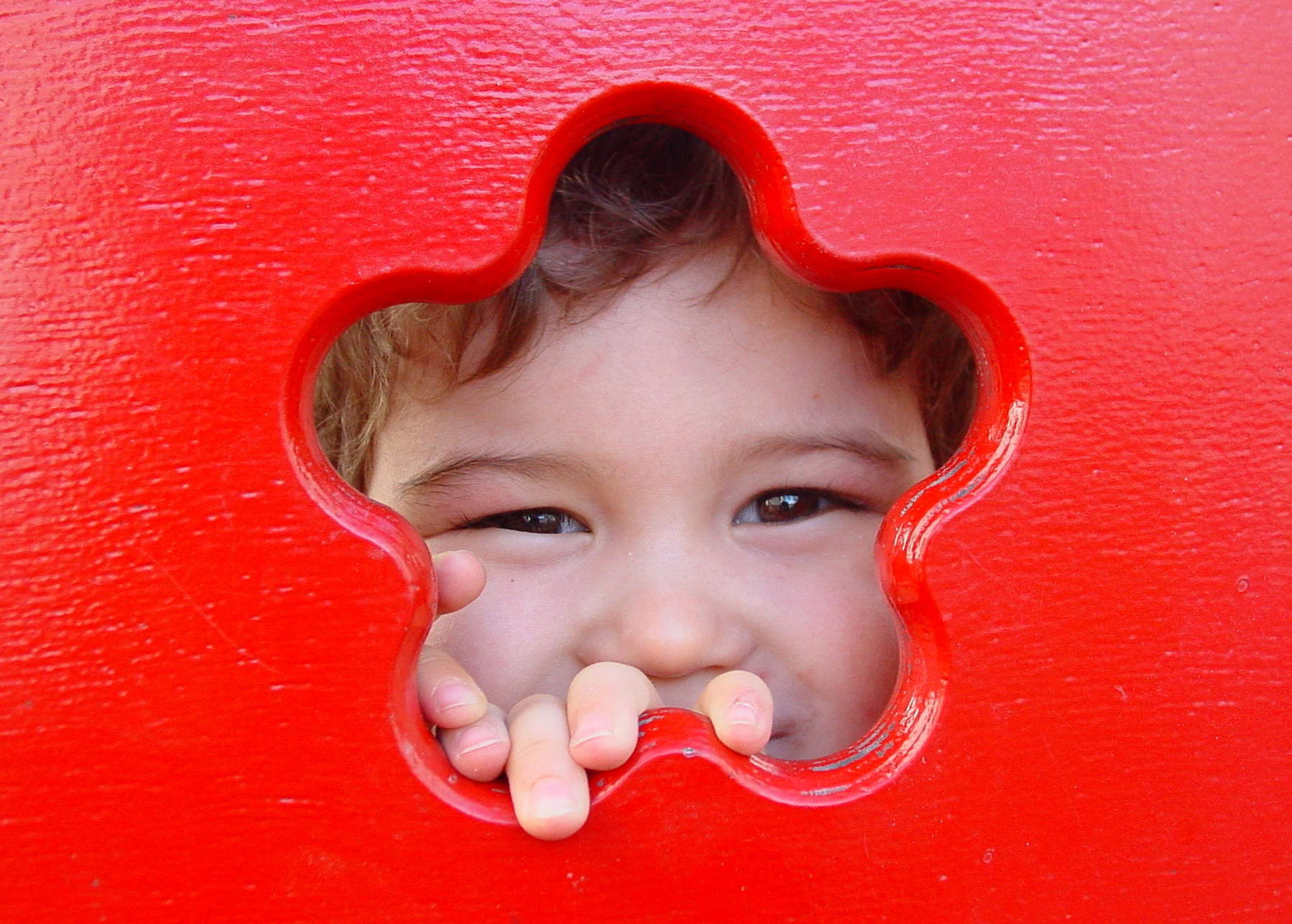
Un nen feliç

La por a la felicitat, també anomenat querofobia, aversió a la felicitat o por a ser feliç, és una actitud cap a la felicitat per la qual un individu intencionadament pot evitar experiències que li produeixin emocions positives o felicitat.

## Causes
Una de les diverses raons per les quals una persona pot desenvolupar querofobia és la falsa creença que, quan algú és feliç, aviat li ocorrerà alguna cosa negativa que entelarà aquesta felicitat, com si la seva satisfacció mereixés un càstig. Es pensa que aquesta creença és més prevalent en les cultures orientals. En les cultures occidentals, com la nord-americana, «gairebé es dona per fet que la felicitat és un dels valors més importants que guien les vides de les persones». Les cultures occidentals estan més influïdes per l'impuls de maximitzar la felicitat (carpe diem) i minimitzar la tristesa. Que una persona sembli externament feliç pot causar preocupació als seus afins, i que la persona no se senti feliç pot portar-la a consultar a un psicòleg. El valor que s'atorga a la felicitat ressona a través de la psicologia positiva occidental i a través de la recerca sobre el benestar subjectiu.
La por a la felicitat s'associa a les creences sobre la seva fragilitat. Algú pot tenir por a la felicitat si creu que és inestable i aviat es tornarà desgraciat. La recerca científica mostra que la por a la felicitat s'associa amb els estils d'inclinació evasius i ansiosos.
Les males experiències passades i els traumes són altres raons que poden estar darrere de la por d'una persona a la felicitat.
També es pot rebutjar ser feliç mentre hi hagi al món tanta desgràcia. És una actitud semblant a la reflectida en la famosa frase de Theodor Adorn («Escriure poesia després d'Auschwitz és un acte de barbàrie»), i igual d'equivocada, perquè després d'Auschwitz s'ha escrit moltíssima poesia i no es pot qualificar d'acte de barbàrie, especialment si es compara amb les autèntiques barbàries que han ocorregut (per exemple el genocidi de Rwanda, el de Bòsnia o el dels rohinyás).

## Factors culturals
Joshanloo i Weijers identifiquen 4 raons per a l'aversió a la felicitat: 
1. La creença que la felicitat farà que ocorrin coses dolentes;
2. que una persona feliç es tornarà una mala persona;
3. que expressar la felicitat és, d'alguna manera, dolent per qui l'expressa i per a uns altres; i
4. que perseguir la felicitat és dolent per qui la persegueix i per a uns altres.[12]

Per exemple, «algunes persones —en cultures occidentals i orientals— són previngudes davant la felicitat perquè creuen que coses dolentes, com a infelicitat, sofriment o mort, tendeixen a ocórrer a les persones felices».
Aquestes troballes «posen en qüestió la idea que la felicitat és la fi última de les persones, una creença que es repeteix en innombrables articles i publicacions d'autoajuda sobre quines eleccions és més probable que et facin feliç». Així mateix «en cultures on la felicitat mundanal s'associa amb el pecat, la superficialitat i la degradació moral, la gent se sentirà menys satisfeta quan la seva vida (per altres estàndards) vagi bé». Per aquesta raó pot resultar erroni prendre directament les mesures de felicitat personal com un marcador de la satisfacció amb la vida. Actituds com l'aversió a la felicitat tenen implicacions importants per mesurar la felicitat en diferents cultures i ordenar de major a menor els països segons les seves puntuacions de felicitat.
La por a la felicitat pot considerar-se un exemple concret del diferent que pot ser, segons la cultura, l'afecte ideal (descrit per la teoria de valoració dels afectes), pel qual les cultures varien d'acord a com valoren l'experiència d'emocions diferents.

## Tractament
La querofobia pot remeiar-se amb psicoteràpia i teràpia cognitiu-conductual.